# راميش شاندرا ميشرا
راميش شاندرا ميشرا هو سياسي هندي، ولد في 10 يوليو 1980 في جونبور في الهند. نشط حزبياً في حزب بهاراتيا جاناتا.